# Alan Tomasz Brzyski
Alan Tomasz Brzyski OFM (ur. 27 lutego 1977 w Głubczycach) – polski zakonnik, doktor teologii dogmatycznej, kapłan franciszkanin, minister prowincjalny Prowincji św. Jadwigi Zakonu Braci Mniejszych we Wrocławiu (2012-2022), duszpasterz, rekolekcjonista.
Do Prowincji św. Jadwigi Zakonu Braci Mniejszych wstąpił w 1997, profesję wieczystą złożył 9 lutego 2003, studia filozoficzno-teologiczne odbył w Wyższym Seminarium Duchownym Franciszkanów we Wrocławiu, a święcenia prezbiteratu przyjął 22 maja 2004 w Nysie.
Po święceniach został wysłany do Franciszkańskiego Duszpasterstwa Młodzieży i Powołań w Górze Św. Anny, gdzie pracował jako prowincjalny asystent Rodziny Młodzieży Franciszkańskiej i animator powołań. Od 2009 pełnił posługę magistra nowicjatu w Borkach Wielkich.
W 2009 obronił na Uniwersytecie Opolskim w Opolu pracę doktorską z teologii dogmatycznej: "Teandryczny charakter powołania do wspólnoty. Studium teologiczno-antropologiczne na podstawie Pism św. Franciszka z Asyżu".
Wybrany na ministra prowincjalnego 12 kwietnia 2012 w Górze Św. Anny, podczas 37. Kapituły Prowincjalnej, był wówczas najmłodszym ministrem prowincjalnym w zakonie (na rok 2012). Na lata 2014-17 został wybrany prezesem Konferencji Północnosłowiańskiej Zakonu Braci Mniejszych oraz członkiem Rady Stałej franciszkańskich prowincjałów w Europie (UFME).
Po zakończeniu kadencji prowincjała w 2022 roku wyjechał do Kazachstanu, gdzie pełni posługę w klasztorze w Ałmaty.